# Симплисиу-Мендис

Симплисиу-Мендис на карте штата.

Симплисиу-Мендис (порт. Simplício Mendes) — муниципалитет в Бразилии, входит в штат Пиауи. Составная часть мезорегиона Юго-восток штата Пиауи. Входит в экономико-статистический микрорегион Алту-Медиу-Канинде. Население составляет 12 077 человек на 2010 год. Занимает площадь 1345,790 км². Плотность населения — 8,97 чел./км².

## Демография
Согласно сведениям, собранным в ходе переписи 2010 г. Национальным институтом географии и статистики (IBGE), население муниципалитета составляет:
| Полное население                               | Полное население                               | Полное население                               | Полное население                               | 12 077 |
| ---------------------------------------------- | ---------------------------------------------- | ---------------------------------------------- | ---------------------------------------------- | ------ |
| в том числе:                                   | Городское население                            | 7163                                           | Процент городского населения, %                | 59,31  |
|                                                | Сельское население                             | 4914                                           | Процент сельского населения, %                 | 40,69  |
|                                                | Мужское население                              | 6090                                           | Процент мужского населения, %                  | 50,43  |
|                                                | Женское население                              | 5987                                           | Процент женского населения, %                  | 49,57  |
| Плотность населения, чел/км²                   | Плотность населения, чел/км²                   | Плотность населения, чел/км²                   | Плотность населения, чел/км²                   | 8,97   |
| Население муниципалитета в % к населению штата | Население муниципалитета в % к населению штата | Население муниципалитета в % к населению штата | Население муниципалитета в % к населению штата | 0,39   |

По данным оценки 2016 года, население муниципалитета составляет 12 424 жителя.

## Статистика
- Валовой внутренний продукт на 2003 год составляет 17 264 982,00 реалов (данные: Бразильский институт географии и статистики).
- Валовой внутренний продукт на душу населения на 2003 год составляет 1540,14 реалов (данные: Бразильский институт географии и статистики).
- Индекс развития человеческого потенциала на 2000 год составляет 0,670 (данные: Программа развития ООН).